# Peace trail
Peace trail is een album van Neil Young. Het is het 36e studioalbum van de Canadese singer-songwriter. Het album is opgenomen in de Shangri-La Studios van Rick Rubin en door Young samen met John Hanlon geproduceerd.

## Tracklist
Alle muziek en teksten zijn geschreven door Neil Young. 
| Nr. | Titel                          | Duur |
| --- | ------------------------------ | ---- |
| 1.  | Peace trail                    | 5:32 |
| 2.  | Can't stop workin'             | 2:45 |
| 3.  | Indian givers                  | 5:41 |
| 4.  | Show me                        | 4:02 |
| 5.  | Texas rangers                  | 2:30 |
| 6.  | Terrorist suicide hang gliders | 3:17 |
| 7.  | John Oaks                      | 5:12 |
| 8.  | My pledge                      | 3:54 |
| 9.  | Glass accident                 | 2:53 |
| 10. | My new robot                   | 2:33 |